# سیارک ۱۸۶۸۰
سیارک ۱۸۶۸۰ (به انگلیسی: 18680 Weirather، نامگذاری:1998FS103) هجده هزار و ششصد و هشتادمین سیارک کشف شده‌است که در ۳۱ مارس ۱۹۹۸ کشف شد.
قدر مطلق سیارک برابر ۱۰.۷ است.